# Arťom Sedov
Arťom Anatoljevič Sedov (rusky Артём Анатольевич Седов; * 26. března 1984 Leningrad, Sovětský svaz) je bývalý ruský sportovní šermíř, který se specializoval na šerm fleretem. Rusko reprezentoval od roku 2002 deset let. V roce 2009 obsadil třetí místo na mistrovství světa v soutěži jednotlivců. S ruským družstvem fleretistů vybojoval na mistrovství Evropy pětkrát druhé místo (2005, 2008, 2009 a 2010).